# Mycena ustalis
Mycena ustalis är en svampart som tillhör divisionen basidiesvampar, och som beskrevs av Aronsen och Maas Geest. Mycena ustalis ingår i släktet Mycena, och familjen Favolaschiaceae. Arten har ej påträffats i Sverige.